# Episodi di The Crossing
La prima e unica stagione della serie televisiva The Crossing, composta da 11 episodi, è stata trasmessa negli Stati Uniti per la prima volta dall'emittente ABC dal 2 aprile al 9 giugno 2018.
In Italia la stagione è stata pubblicata su Amazon Video dal 27 aprile al 6 luglio 2018.
| nº | Titolo originale                  | Titolo italiano              | Prima TV USA   | Pubblicazione Italia |
| -- | --------------------------------- | ---------------------------- | -------------- | -------------------- |
| 1  | Pilot                             | Pilot                        | 2 aprile 2018  | 27 aprile 2018       |
| 2  | A Shadow Out of Time              | Un'ombra da un altro tempo   | 9 aprile 2018  | 4 maggio 2018        |
| 3  | Pax Americana                     | Pace americana               | 16 aprile 2018 | 11 maggio 2018       |
| 4  | The Face of Oblivion              | Il volto dell'oblio          | 23 aprile 2018 | 18 maggio 2018       |
| 5  | Ten Years Gone                    | Dieci anni                   | 30 aprile 2018 | 25 maggio 2018       |
| 6  | LKA                               | Oakland                      | 7 maggio 2018  | 1º giugno 2018       |
| 7  | Some Dreamers of the Golden Dream | I sognatori del sogno dorato | 14 maggio 2018 | 8 giugno 2018        |
| 8  | The Long Morrow                   | Il lungo domani              | 28 maggio 2018 | 15 giugno 2018       |
| 9  | Hope Smiles from the Threshold    | La speranza è sulla soglia   | 4 giugno 2018  | 22 giugno 2018       |
| 10 | The Androcles Option              | L'opzione Androclo           | 9 giugno 2018  | 29 giugno 2018       |
| 11 | These are the Names               | Liberi                       | 9 giugno 2018  | 6 luglio 2018        |

## Pace americana
- Titolo originale: Pax Americana
- Scritto da: Dan Dworkin e Jay Beattie
- Diretto da: Rob Bowman

### Trama
Molte persone si risvegliano sott'acqua nell'oceano vicino a Port Canaan, nell'Oregon. La maggior parte di loro annega, ma 47 sopravvissuti riescono a raggiungere la riva e vengono internati. Un altro, Reece, viene soccorsa dal personale di un peschereccio. Lo sceriffo locale, Jude Ellis è il primo sulla scena, ma viene subito estromesso dalle indagini dall'agente Emma Ren del Dipartimento per la sicurezza interna (DHS). Tutti i sopravvissuti affermano di essere fuggiti da 180 anni nel futuro. Apex, una razza di umani più evoluti con abilità straordinarie, ha preso il sopravvento e ha iniziato a sterminare gli umani normali. Reece chiede allo sceriffo Jude di aiutarla a trovare sua figlia Leah, ma gli eventi rivelano che lei è un Apex. Un sopravvissuto di nome Thomas insiste per incontrare il capo di Emma, Craig Lindauer, un vice sottosegretario alla Sicurezza Nazionale, sostenendo che non è il primo gruppo a venire dal futuro, ma è inorridito quando riconosce Lindauer come uno di loro.

## Un'ombra da un altro tempo
- Titolo originale: A shadow of time
- Scritto da: Dan Dworkin & Jay Beattie
- Diretto da: David Von Ancken

### Trama
In un flashforward dell'anno 2187, l'agente Apex Reece trova Leah, una bambina normale orfana, e la alleva di nascosto, uccidendo il suo collega. Nel presente, Jude cerca di organizzare un incontro pacifico tra Reece ed Emma, ma Emma informa Lindauer, che invece invia una squadra pesantemente armata per catturare Reece. Viene ferita e riesce a scappare. Nel frattempo, Leah mostra i sintomi della malattia incurabile progettata da Apex per spazzare via il resto dell'umanità.